# André Gill

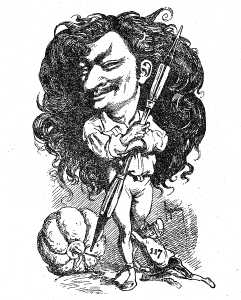
André Gill, autoretrat

André Gill (París, 17 d'octubre de 1840 - 1 de maig de 1885) va ser un caricaturista francès. Nascut a París, Alexandre Gosset de Guînes, fill del Comte de Guînes i de Sylvie-Adeline Gosset, va estudiar a la Acadèmia Reial de Pintura i Escultura. Va adoptar el pseudònim André Gill en homenatge al seu heroi, James Gillray. Gill va començar a il·lustrar per a Le Journal Amusant. Gill, però, es va donar a conèixer per la seva tasca al diari setmanal La Lune, de quatre fulls, editat per Francis Polo, en el qual va dibuixar retrats per a una sèrie titulada L'home del dia. Va treballar a La Lune del 1865 al 1868. Quan La Lune va ser prohibida, va treballar per al periòdic L'Éclipse del 1868 al 1876. Gill també va dibuixar pel periòdic Le Charivari.

## Caricatures

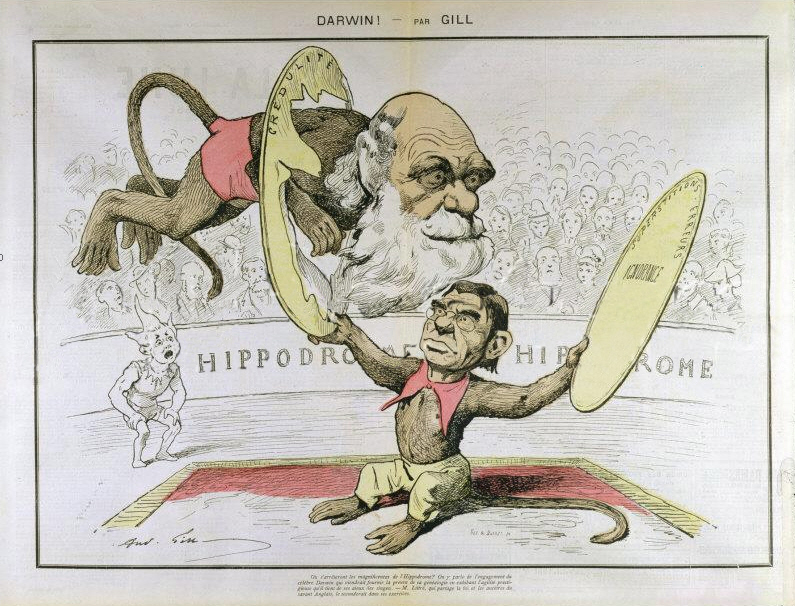
La caricatura d' Émile Littré i Charles Darwin representava actuacions de micos trencant per la credibilitat (credulité), les supersticions, els errors i la ignorància, d'André Gill.

L'estil de Gill, posteriorment molt imitat, va destacar per l'ampliació dels caps dels seus subjectes, que s'asseien damunt dels cossos reduïts. Les seves caricatures, en forma de grans retrats litogràfics, eren considerades molt acurades i poc cruels. Així, molts dels famosos contemporanis de Gill van voler ser dibuixats per ell. Gill va dibuixar caricatures de retrats de Sarah Bernhardt, Otto von Bismarck, Émile Zola, Victor Hugo, Nadar, Giuseppe Garibaldi, Adelina Patti, Charles Dickens i Richard Wagner.

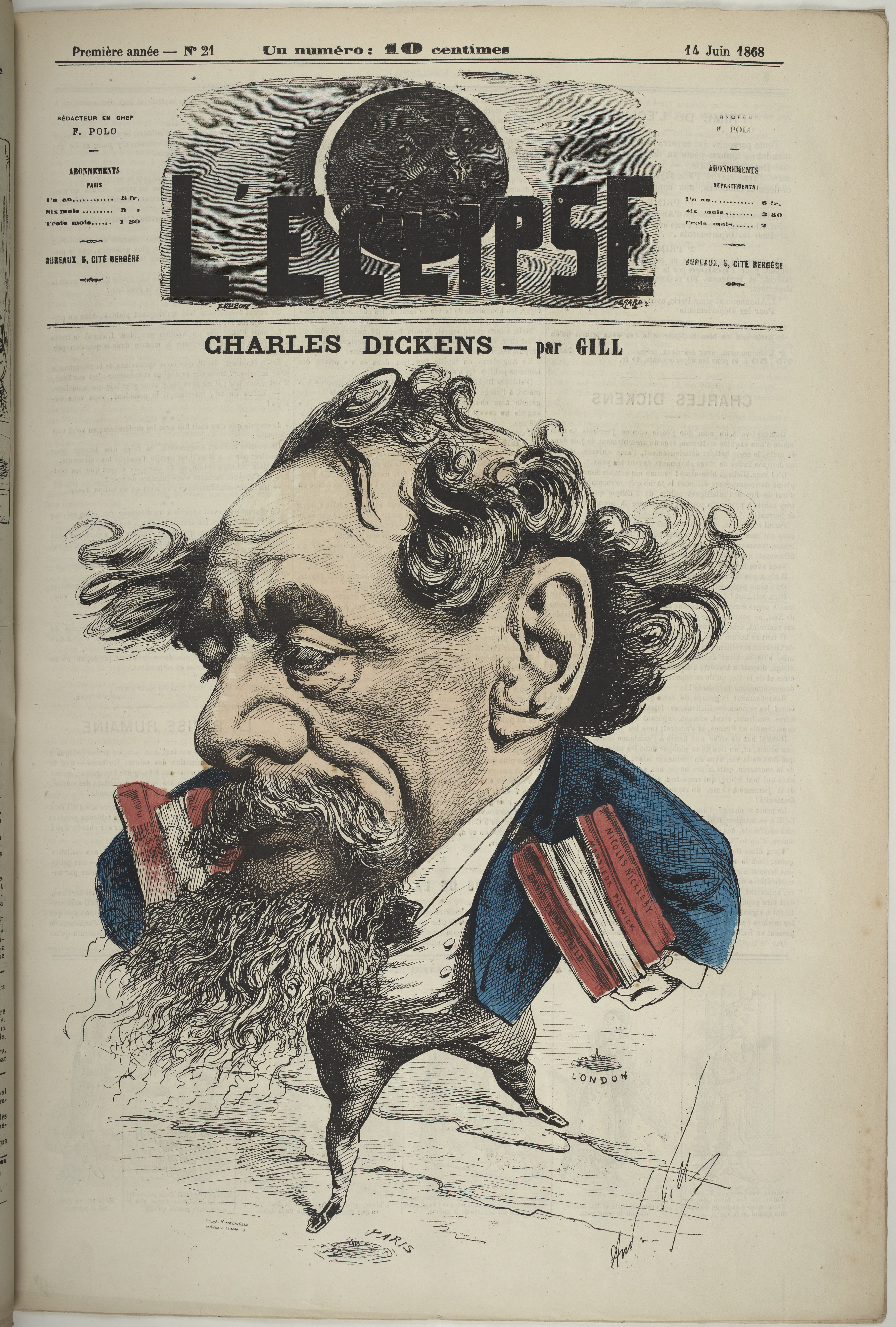
Charles Dickens d'André Gill. Gravat de colors publicat al diari L'Eclipse, el 14 de juny de 1868; Dickens creuant el Canal Anglès amb els seus llibres.

A Napoleó III no li va agradar el seu retrat dibuixat per Gill. El desembre de 1867, La Lune va ser censurada. "La Lune haurà de sotmetre's a un eclipsi ", va comentar una autoritat a l'editor Francis Polo quan es va establir la prohibició, va doblar involuntàriament la publicació posterior de Polo: L'Éclipse, que va fer la seva primera aparició el 9 d'agost de 1868. Gill també aportaria caricatures a aquest successor de La Lune .
El 1868, Gill es va enfrontar a una demanda després de dibuixar una carbassa que els magistrats creien que representava el cap d'un jutge. Des que Charles Philipon havia dibuixat una pera per representar a Lluís Felip I de França, es creia que qualsevol fruita dibuixada per caricaturistes tenia un valor satíric i era sospitosa als ulls de la cort. La demanda de Gill li va aportar fama, així com una pena de presó. Va ser, però, alliberat després de poc temps.
La seva fama li va fer guanyar l'entrada al món artístic bohemi de París; Gill va conèixer Charles Cros i Paul Verlaine. Durant un viatge a París, Rimbaud, que admirava els dibuixos de Gill de L'Éclipse, es va aturar a la casa del caricaturista. Gill va trobar el poeta prostrat en un sofà. Després que Rimbaud s'expliqués, Gill li va donar alguns diners i li va aconsellar sortir de París abans d'esclatar la Guerra francoprussiana.
El setembre del 1871, Gill va caricaturitzar l'estadista Adolphe Thiers, que es va convertir en el seu objectiu favorit a L'Éclipse, que va reprendre la publicació el juny de 1871. El 1872, el seu treball per a aquest diari es va fer regular. En un atemptat de 1873 contra la censura del govern de la seva obra, Gill va dibuixar "L'Enterrement de la caricatura" ("El funeral de la caricatura") en el qual un artista segueix un cotxe fúnebre que porta un gos que sosté un bolígraf i un pinzell. El 1875 va dibuixar "Le journaliste et l'avenir" ("El periodista i el futur"), en què es mostra un periodista lligat i emmordassat.
L'Éclipse, que va desaparèixer després de 1876, va ser substituït pel periòdic La Lune rousse ("La lluna vermella") (1876-1879), de la qual Gill va ser el redactor. Negant-se a participar en una lluita política contínua, es va barallar amb el seu vell amic Jules Vallès. Gill preferia la vida bohèmia i els seus excessos.
El 29 de juliol de 1881, França va canviar les seves lleis de censura, permetent que "qualsevol diari o escrit periòdic es pugui publicar, sense autorització prèvia i sense dipòsit de garantia". Gill, però, no va poder gaudir d'aquestes noves llibertats periodístiques ja que es va veure obligat a ingressar en un hospital psiquiàtric.

## Altres activitats

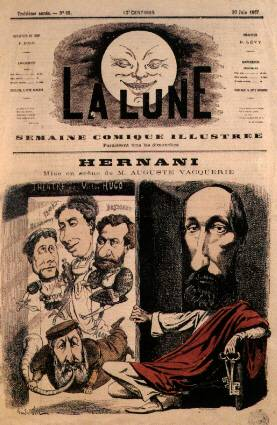
Portada de La Lune,
il·lustrat per Gill, 1867.

Gill va ser nomenat comissari del Musée du Luxembourg el 15 de maig de 1871, en què va reunir les col·leccions d'art disperses i va restablir el museu d'escultura. Amb prou feines havia començat la seva feina quan va ser interrompuda pel trastorn associat a la Comuna de París.
Gill es va implicar en la comuna de París. Durant aquest conflicte, va il·lustrar per a la ponència socialista de Jules Vallès, La Rue.
El 1870, Gustave Courbet va establir una "Federació d'Artistes" per a l'expansió lliure i sense censura de l'art. Entre els membres del grup van formar part Gill, Honoré Daumier, Jean-Baptiste Camille Corot, Eugène Pottier, Jules Dalou i Manet.
El 1875, Gill va pintar el cartell que havia de suggerir el nom del famós club nocturn Lapin Agile. Es tractava d'una imatge d'un conill que sortia d'una cassola i els locals van començar a anomenar el seu club nocturn del barri "Le Lapin à Gill": "El conill de Gill". Amb el pas del temps, aquest nom va evolucionar a "Lapin Agile". El cartell encara es pot veure fora de la discoteca a la rue des Saules, a Montmartre, París.

## Mort

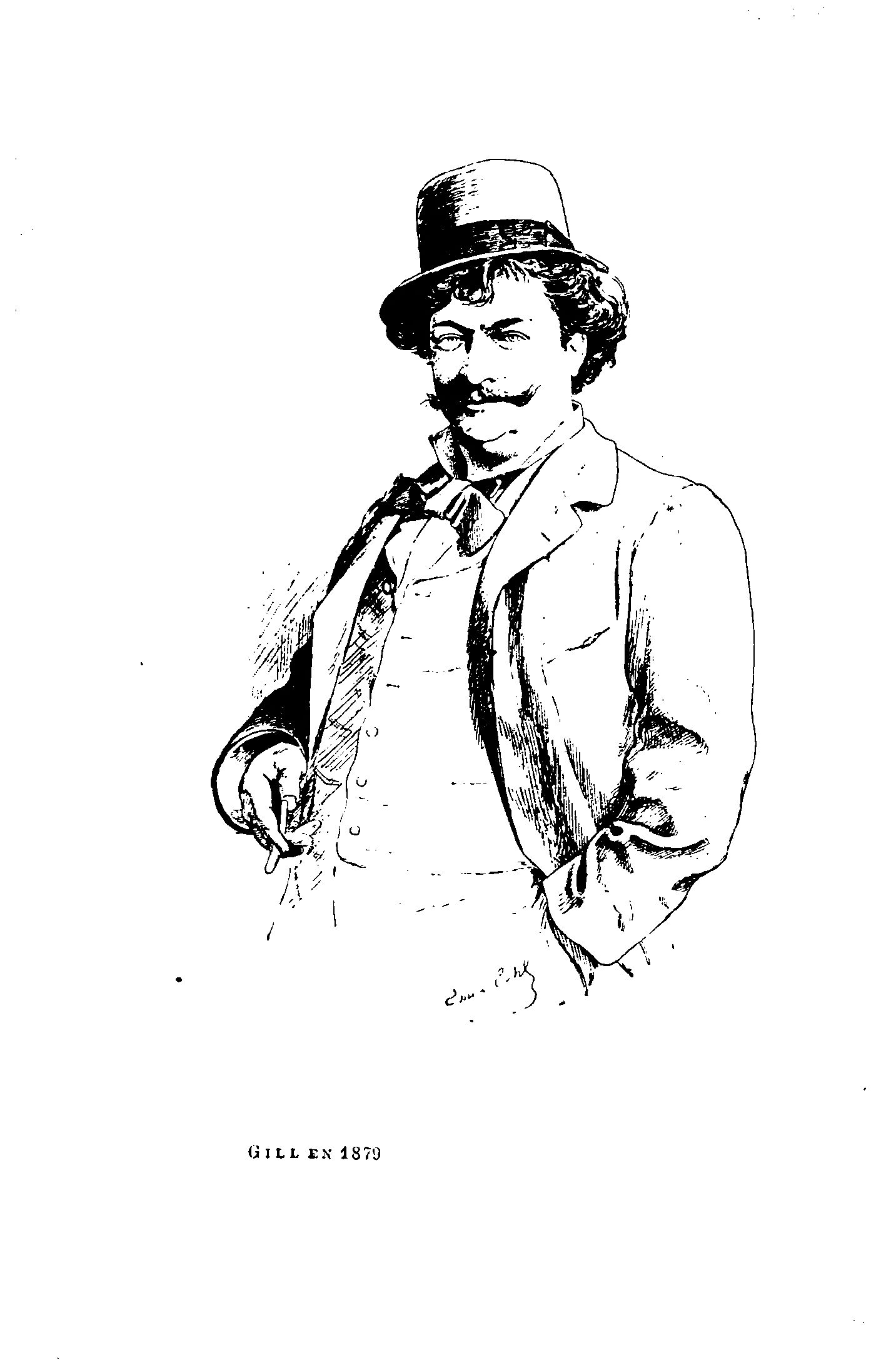
Retrat de Gill el 1879 per Émile Cohl

Gill va sucumbir el 1880 a una malaltia mental i va morir cinc anys després, el primer de maig de 1885, a l'asil de Charenton amb només Émile Cohl, amic i col·lega, al seu costat. Els seus altres amics i el públic en general l'havien abandonat. L'asil de Charenton havia servit cèlebrement com a llar del marquès de Sade.
El petit carrer André Gill (perpendicular a la rue des Martyrs), al barri de Montmartre de París, porta el seu nom. El seu bust es troba al final del carrer. El 2000, el bust va ser canviat; des de llavors ha estat restaurat. L'hotel André Gill també es troba en aquest carrer.